# Inscripcions de Darios el Gran a Suez

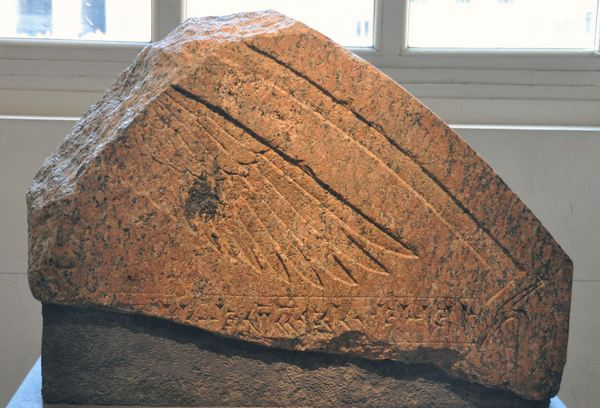
Fragment de l'Estela de Shaluf, encara al Museu del Louvre

Les inscripcions de Darios el Gran a Suez eren textos escrits en persa antic, elamita, accadi i egipci sobre cinc monuments erigits a Uadi Tumilat, que commemoren l'obertura del Canal dels Faraons, entre el Nil i el Gran Llac Amarg.
El millor conservat d'aquests monuments és una estela de granit rosa, descoberta per Charles de Lesseps, fill de Ferdinand de Lesseps, al 1866, a 30 quilòmetres de Suez, a prop de Kabret, a Egipte. La va erigir Darios el Gran, rei de l'Imperi aquemènida, el regnat del qual va durar des del 522 fins al 486 abans de la nostra era. El monument, també conegut com l'Estela Chalouf (o Shaluf), explica la construcció per part dels perses d'un precursor Canal de Suez, a través de Uadi Tumilat, que connectava el ramal més oriental del Nil, Bubastis, amb el llac Timsah, unit amb la mar Roja per vies d'aigua naturals. El propòsit declarat del canal era connectar el Nil i la mar Roja, Egipte i l'Imperi aquemènida.

## Text
Transcripció parcial i traducció de la inscripció:
Transliteració del cuneïforme persa antic:
xâmanišiya \ thâtiy \ Dârayavauš \ XŠ \ adam \ Pârsa \ amiy \ hacâ \ Pâ rsâ \ Mudrâyam \ agarbâyam \ adam \ niyaštâyam \ imâm \ yauviyâ m \ katanaiy \ hacâ \ Pirâva \ nâma \ rauta \ tya \ Mudrâyaiy \ danuvatiy \ ab iy \ draya \ tya \ hacâ \ Pârsâ \ aitiy \ pasâva \ iyam \ yauviyâ \ akaniya \ avathâ \ yathâ \ adam \ niyaštâyam \ utâ \ nâva \ âyatâ \ hacâ \ Mudrâ yâ \ tara \ imâm \ yauviyâm \ abiy \ Pârsam \ avathâ \ yathâ \ mâm \ kâma\ âha
Traducció:
«El rei Darios diu: soc persa; vaig eixir de Pèrsia i vaig conquistar Egipte. Vaig ordenar excavar aquest canal des del riu anomenat Nil i que flueix per Egipte, fins a la mar que comença a Pèrsia. Per tant, quan aquest canal fou excavat segons jo ho havia ordenat, els vaixells isqueren d'Egipte a través d'aquest canal cap a Pèrsia, com jo ho havia planejat».